# Pierre de Decker
Pierre (Pieter) Jacques François de Decker (Zele, 1812 — Bruxelas, 4 de janeiro de 1891) foi um político belga e primeiro-ministro da Bélgica de 1855 a 1857.